# Centro Nacional de Salud Intercultural
El Centro Nacional de Salud Intercultural (CENSI) es un instituto de investigación multidisciplinario adscrito a Instituto Nacional de Salud con el objetivo de «proponer políticas, estrategias y normas en salud intercultural, así como promover el desarrollo de la investigación» que articule la medicina tradicional con la biomedicina en Perú. Es el órgano del gobierno del Perú encargado de la «Estrategia Sanitaria Nacional Salud de los Pueblos Indígenas», la «Política Sectorial de Salud Intercultural» y la elaboración de la Farmacopea de Plantas Medicinales.
A partir de la Ley n° 27657, denominada Ley del Ministerio de Salud y promulgada el 29 de enero de 2002, el Instituto Nacional de Medicina Tradicional (INMETRA) pasó a llamarse Centro Nacional de Salud Intercultural (CENSI).
El CENSI tiene sede en Lima y cuenta con dos jardines botánicos y un herbario. Dentro de sus actividades se encuentra la organización de talleres en salud intercultural a nivel nacional.

## Publicaciones
- Eyzaguirre Beltroy, Carlos Francisco; Cueva Maza, Neptalí; Quispe Vilca, Roberto Basilio; Sánchez Navarro, Graciela (2008). Norma y guías técnicas en salud indígenas en aislamiento y contacto inicial. Instituto Nacional de Salud. ISBN 978-9972-857-70-6.